# Улица Верещагина (Киев)
У́лица Ворзельская (укр. Ву́лиця Ворзельська) — улица в Подольском районе города Киева, местность посёлок Шевченко. Пролегает от Гамалиевской улицы до Межевого переулка.

## История
Возникла в 1950-х под названием Новая улица. С 1957 до 2024 года - имела название улица Верещагина в честь русского художника и литератора Василия Верещагина.
С 2024 года под современним названием в честь поселка Ворзель, Киевской области.